# Edoardo di Scozia
Eadweard mac Maíl Coluim, in anglosassone Eadweard Margotsson, comunemente Edoardo di Scozia (... – Jedburgh, 16 novembre 1093), è stato un principe scozzese, erede al trono per suo padre Malcolm III.

## Biografia

### Origini
Era il figlio primogenito di re Malcolm III di Scozia e della sua seconda moglie santa Margherita del Wessex.
Non molto si sa su di lui, se non che pareva essere l'erede prescelto del padre, scavalcando di fatto il figlio avuto dal precedente matrimonio, Duncan MacMalcolm. Non sono noti i motivi di questo stato di cose, anche se è probabile l'applicazione del sistema "elettivo" della tanistry oppure il semplice maggior prestigio della madre, figlia del pretendente al trono inglese Edoardo l'Esiliato.

### Morte
Edoardo seguì il padre nell'ultima sua campagna militare contro il regno d'Inghilterra nel 1093. Il re scelse di attaccare la roccaforte di Alnwick, e la strinse d'assedio. Fu però un errore fatale: sopraggiunto il conte di Northumbria Roberto di Mowbray, gli scozzesi vennero colti di sorpresa e sbaragliati nella conseguente battaglia.
Re Malcolm morì durante gli scontri, mentre Edoardo, ferito mortalmente, cercò di ritirarsi verso la Scozia, solo per spirare presso Jedburgh tre giorni dopo.
La morte sua e di suo padre gettò la Scozia nel caos, e causò una violenta guerra civile tra suo zio Donald e suo fratello Edmondo da una parte e gli altri suoi fratelli Duncan, Edgar, Alessandro e Davide dall'altra, che sconvolse il paese tra il 1093 e il 1097.

## Discendenza
Dovendo essere abbastanza giovane al momento della morte, Edoardo non ebbe discendenza nota né risultò mai aver preso moglie.

## Ascendenza
|                       |                          |                           | Genitori             |  |  | Nonni |  |  | Bisnonni          |  |  | Trisnonni |  |
|                       |                          |                           |                      |  |  |       |  |  | Crinán di Dunkeld |  |  | …         |  |
|                       |                          |                           |                      |  |  |       |  |  | Crinán di Dunkeld |  |  | …         |  |
|                       |                          | …                         |                      |  |  |       |  |  | Crinán di Dunkeld |  |  |           |  |
| Duncan I di Scozia    |                          |                           |                      |  |  |       |  |  | Crinán di Dunkeld |  |  |           |  |
|                       |                          | Bethóc di Scozia          | Malcolm II di Scozia |  |  |       |  |  |                   |  |  |           |  |
|                       |                          | Bethóc di Scozia          | Malcolm II di Scozia |  |  |       |  |  |                   |  |  |           |  |
|                       |                          | Bethóc di Scozia          | …                    |  |  |       |  |  |                   |  |  |           |  |
| Malcolm III di Scozia |                          | Bethóc di Scozia          |                      |  |  |       |  |  |                   |  |  |           |  |
|                       |                          | …                         | …                    |  |  |       |  |  |                   |  |  |           |  |
|                       |                          | …                         | …                    |  |  |       |  |  |                   |  |  |           |  |
|                       |                          | …                         | …                    |  |  |       |  |  |                   |  |  |           |  |
| Suthen                |                          | …                         |                      |  |  |       |  |  |                   |  |  |           |  |
|                       |                          | …                         | …                    |  |  |       |  |  |                   |  |  |           |  |
|                       |                          | …                         | …                    |  |  |       |  |  |                   |  |  |           |  |
|                       |                          | …                         | …                    |  |  |       |  |  |                   |  |  |           |  |
| Edoardo di Scozia     |                          | …                         |                      |  |  |       |  |  |                   |  |  |           |  |
|                       | Edmondo II d'Inghilterra | Etelredo II d'Inghilterra |                      |  |  |       |  |  |                   |  |  |           |  |
|                       | Edmondo II d'Inghilterra | Etelredo II d'Inghilterra |                      |  |  |       |  |  |                   |  |  |           |  |
|                       | Edmondo II d'Inghilterra | Aelfgifu di York          |                      |  |  |       |  |  |                   |  |  |           |  |
| Edoardo l'Esiliato    | Edmondo II d'Inghilterra |                           |                      |  |  |       |  |  |                   |  |  |           |  |
|                       |                          | Ealdgyth                  | …                    |  |  |       |  |  |                   |  |  |           |  |
|                       |                          | Ealdgyth                  | …                    |  |  |       |  |  |                   |  |  |           |  |
|                       |                          | Ealdgyth                  | …                    |  |  |       |  |  |                   |  |  |           |  |
| Margherita di Scozia  |                          | Ealdgyth                  |                      |  |  |       |  |  |                   |  |  |           |  |
|                       |                          | …                         | …                    |  |  |       |  |  |                   |  |  |           |  |
|                       |                          | …                         | …                    |  |  |       |  |  |                   |  |  |           |  |
|                       |                          | …                         | …                    |  |  |       |  |  |                   |  |  |           |  |
| Agata di Kiev         |                          | …                         |                      |  |  |       |  |  |                   |  |  |           |  |
|                       |                          | …                         | …                    |  |  |       |  |  |                   |  |  |           |  |
|                       |                          | …                         | …                    |  |  |       |  |  |                   |  |  |           |  |
|                       |                          | …                         | …                    |  |  |       |  |  |                   |  |  |           |  |
|                       |                          | …                         |                      |  |  |       |  |  |                   |  |  |           |  |